# Manifest anarchistyczny

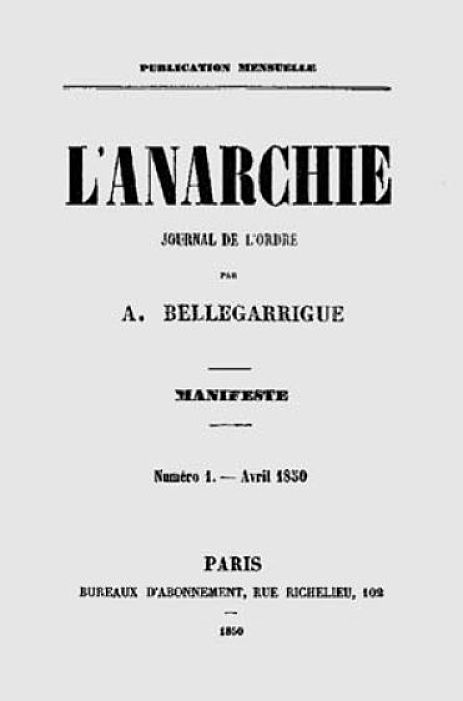

Manifest anarchistyczny, niekiedy jako Pierwszy na świecie manifest anarchistyczny – tekst autorstwa Anselme Bellegarrigue, uznawany za pierwszy na świecie manifest anarchistyczny. Został opublikowany w 1850, dziesięć lat po tym, jak Pierre-Joseph Proudhon jako pierwszy na świecie określił siebie anarchistą w publikacji Czym jest własność.
Manifest pojawił się na łamach gazety L’Anarchie: Journal de l’Ordre, której założycielem i redaktorem był właśnie Bellegarrigue. Tekst w swojej treści neguje istnienie rządu, głosząc m.in., że "anarchia jest porządkiem, podczas gdy rząd jest wojną domową". Krytyce zostaje poddana demokracja parlamentarna oraz związane z nią wybory, które autor uznaje za złudną formę decydowania o sobie. Wybory mają służyć tylko i wyłącznie politykom, którzy zachęcając do głosowania umacniają swoją pozycję. Każdego głosującego – jeśli nawet nie robiącego tego celowo – autor określa jako "złego obywatela" i osobę przyczyniającą się do ograniczenia własnej wolności.